# Min Shan
Min Shan (kinesiska: 岷山) är en bergskedja i Kina. Den ligger i den centrala delen av landet, 1 300 km sydväst om huvudstaden Peking.